# Kumnäs
Kumnäs (fi: Kuuminainen) är en by på udden med samma namn i Björneborg vid Bottenhavet. Den ligger ungefär 15 kilometer väster om Björneborgs centrum och har tidigare tillhört Björneborgs landskommun. Området har en befolkning på ca 60 personer. Under sommarmånaderna blir befolkningen betydligt större då Kumnäs har ett stort antal fritidshus. 
Namnet Kumnäs är av samma ursprung som namnet på den närliggande staden Kumo som också gett namnet åt Kumo älv. Kumnäs hade tidigare en svenskspråkig befolkning som bosatte sig i området på 1500-talet. Under 1800-talet och 1900-talet blev udden en populär sommarort för Björneborgs borgerliga och det byggdes ett antal representativa fritidsvillor i nyrenässans och nationalromantisk stil, bland andra av Fritz Arthur Jusélius. 